# 詹姆斯·康德黎
詹姆斯·康德黎（英語：James Cantlie，KBE FRCS  KStJ，1851年1月17日—1926年5月28日），蘇格蘭人，鴨巴甸大學畢業，曾為倫敦外科名醫，香港西醫書院的創始人之一。最廣為人知是與孫中山的關係。
康得黎1887年8月來香港到雅麗氏利濟醫院工作，並參與何啟及白文生創辦香港西醫書院的工作；其後於1889年至1896年接替白文生擔任西醫書院教務長，成為孫中山的老師，兩人發展出亦師亦友的關係。孫中山畢業後到澳門及廣州行醫，康得黎亦專程探望。
廣州起義失敗後，孫中山取道日本潛逃到檀香山。康得黎回國途經檀香山，巧遇孫中山，同時邀請孫到倫敦。孫到達倫敦後遭清使館綁架，康得黎全力營救。康得黎先後向蘇格蘭場及英國外交部求援都不得要領，他又走訪泰晤士報希望借助傳媒的力量；最後由環球報刊登文章，才迫使英國政府介入，要求清政府釋放孫中山。孫脫險後出版《倫敦蒙難記》，但澳大利亞社會科學院黃宇和院士指此書出自康得黎手筆。
學術上，康得黎於1921年更創辦了熱帶醫藥衛生皇家學會及《熱帶醫學評論雜誌》。
康得黎之子是肯尼斯·康德黎，KF型蒸汽機車设计师，其曾孙则是被伊斯兰国绑架的著名战地记者约翰·康德黎。